# Leslie Bricusse
Leslie Bricusse, född 29 januari 1931 i Pinner i Harrow, London, död 19 oktober 2021 i Saint-Paul-de-Vence, Frankrike, var en brittisk kompositör, sångtextförfattare och manusförfattare.
Tillsammans med Anthony Newley skrev han musikaler som till exempel Stoppa världen, jag vill hoppa av, som hade premiär i London 1961 och i Stockholm 1963. Tillsammans skrev de också "Spela spelet" som gavs på Puckteatern i Stockholm 1986 i Ulla Sallerts regi och med Richard Carlsohn i en av huvudrollerna.

## Filmmanus
- 1982 – Victor/Victoria
- 1980 - Les séducteurs
- 1970 - Scrooge
- 1967 – Dr. Dolittle

## Filmmusik i urval
- 1964 – Goldfinger (text till "Goldfinger", tillsammans med Anthony Newley)
- 1967 – Doktor Dolittle (sångtext)
- 1967 – Guide för gifta män (sångtext)
- 1967 – Man lever bara två gånger (sångtext)
- 1967 – Två på väg (sångtext)
- 1970 – En spökhistoria (text till "Thank You Very Much")
- 1972 – Willy Wonka och chokladfabriken (sånger)
- 1978 – Rosa Panterns hämnd (sångtext)
- 1978 – Superman – The Movie (text till "Can You Read My Mind")
- 1982 – Victor/Victoria (sångtext)
- 1985 – Jultomten (sångtexter)
- 1990 – Ensam hemma (sånger)
- 1991 – Hook (sånger)
- 1992 – Ensam hemma 2 – vilse i New York (sånger)
- 1996 – Landet för länge sedan IV: Färden till Dimmornas Land (sångtexter)